# La Boussac

La Boussac este o comună în departamentul Ille-et-Vilaine, Franța. În 1 ianuarie 2022 avea o populație de 1.250 de locuitori.